# Kleedorf (Gemeinde Hollabrunn)
Kleedorf ist ein Dorf in Niederösterreich und eine Ortschaft sowie Katastralgemeinde der Stadtgemeinde Hollabrunn im gleichnamigen Bezirk Hollabrunn.

## Geographie
Das Dorf liegt südlich der Stadt Hollabrunn. Nachbarorte von Kleedorf in der Stadtgemeinde Hollabrunn sind Breitenwaida und Puch sowie in der Marktgemeinde Göllersdorf Wischathal, in der Marktgemeinde Russbach Oberrussbach und Stranzendorf.
|             |                                             |              |
| Puch        | Kompassrose, die auf Nachbargemeinden zeigt | Breitenwaida |
| Oberrußbach | Stranzendorf                                | Wischathal   |

Kleedorf liegt im Tal des Puchbach und wird von diesem durchflossen.

## Geschichte
Der Tumulus „Kalte Stube“ und die bronzezeitlichen Funde zeugen von einer frühen Besiedlung. 1296 wird Kleedorf erstmals urkundlich erwähnt: im Gefolge des Stephan von Maissau wird ein gewisser „Wernhart von Cledorf, ein rittermäßiger Knecht“ genannt. 1427 wird der Besitz der Maissauer an Nikolaus Hunthaber verliehen. Im Jahr 1432 vereinigte Hans der Reuter all hiesigen landesfürstlichen Lehen. Von diesem erkaufte Hans der Eckgel eine Gülte auf eine Herberge und Herzog Albrecht verlieh ihm und seiner Frau Margareta, einer Tochter des hier verstorbenen Friedrich Czwijgle 23 Joch Äcker, 2 verödete Hofstätten wie anderen Grundbesitz, darunter einen Hof zur Hälfte, der ein Maissauer Lehen war. Im Jahr 1456 sind Großer und Meylinger Inhaber dieses Hofes.
Pfarrlich gehörte Kleedorf zur Pfarre Großstelzendorf, ehe es 1784 unter Josef II. zusammen mit Puch in die Pfarre Breitenwaida eingepfarrt wurde.
Nicht ganz erhellt ist die Besiedlung des nahen Pankraziberges. Manche Quellen sprechen von einer Siedlung St. Pankratz, andere erwähnen nur Burg und Wirtschaftshof. Mitte des 17. Jhds. wird die Burgkapelle sogar als Filialkirche von Kleedorf erwähnt. 1784 wird die Burg abgetragen, die Reste als Baumaterial in der Umgebung verwendet.
Laut Adressbuch von Österreich waren im Jahr 1938 in der Ortsgemeinde Kleedorf ein Gastwirt und einige Landwirte ansässig.
Bereits 1966 wurde Kleedorf in die Gemeinde Puch eingemeindet. Im Jahr 1971 erfolgte eine Eingemeindung in die Gemeinde Breitenwaida. Seit 1972 ist Kleedorf eine Katastralgemeinde der Stadtgemeinde Hollabrunn.

## Politik

### Bürgermeister der ehemaligen Gemeinde Kleedorf
- 1850–1859 Johann Groiß
- 1859–1864 Josef Mayer
- 1864–1865 Franz Fritz
- 1870–1873 Ferdinand Brandl
- 1873–1879 Mathias Gschladt
- 1879–1882 Josef Einzinger
- 1882–1885 Josef Loicht
- 1885–1888 Johann Mayer
- 1888–1901 Franz Brandl
- 1902–1913 Georg Edelmüller
- 1914–1919 Franz Gschladt
- 1920–1948 Josef Loicht
- 1948–1965 Johann Schall

### Ortsvorsteher der Katastralgemeinde Kleedorf
- 1972–1985 Karl Gruber
- 1985–1993 Franz Brandl
- 1993–2015 Raimund und Hannelore Riederer
- seit 2015 Franz Brandl

## Sehenswertes
- Ortskapelle Kleedorf

## Persönlichkeiten

### Ehrenbürger der ehemaligen Gemeinde Kleedorf
- Oberbaurat Gschlad (Gschladt) und Baudirektor der NÖ Landesstraßenbauabteilung (1958 verliehen)
- Baudirektor Wudi (1958 verliehen)
- Karl Fachleutner, Abgeordneter zum Nationalrat (1965 verliehen)